# Cratichneumon floridensis
Cratichneumon floridensis är en stekelart som beskrevs av Heinrich 1972. Cratichneumon floridensis ingår i släktet Cratichneumon och familjen brokparasitsteklar. Inga underarter finns listade i Catalogue of Life.